# Giovanni Battista Re

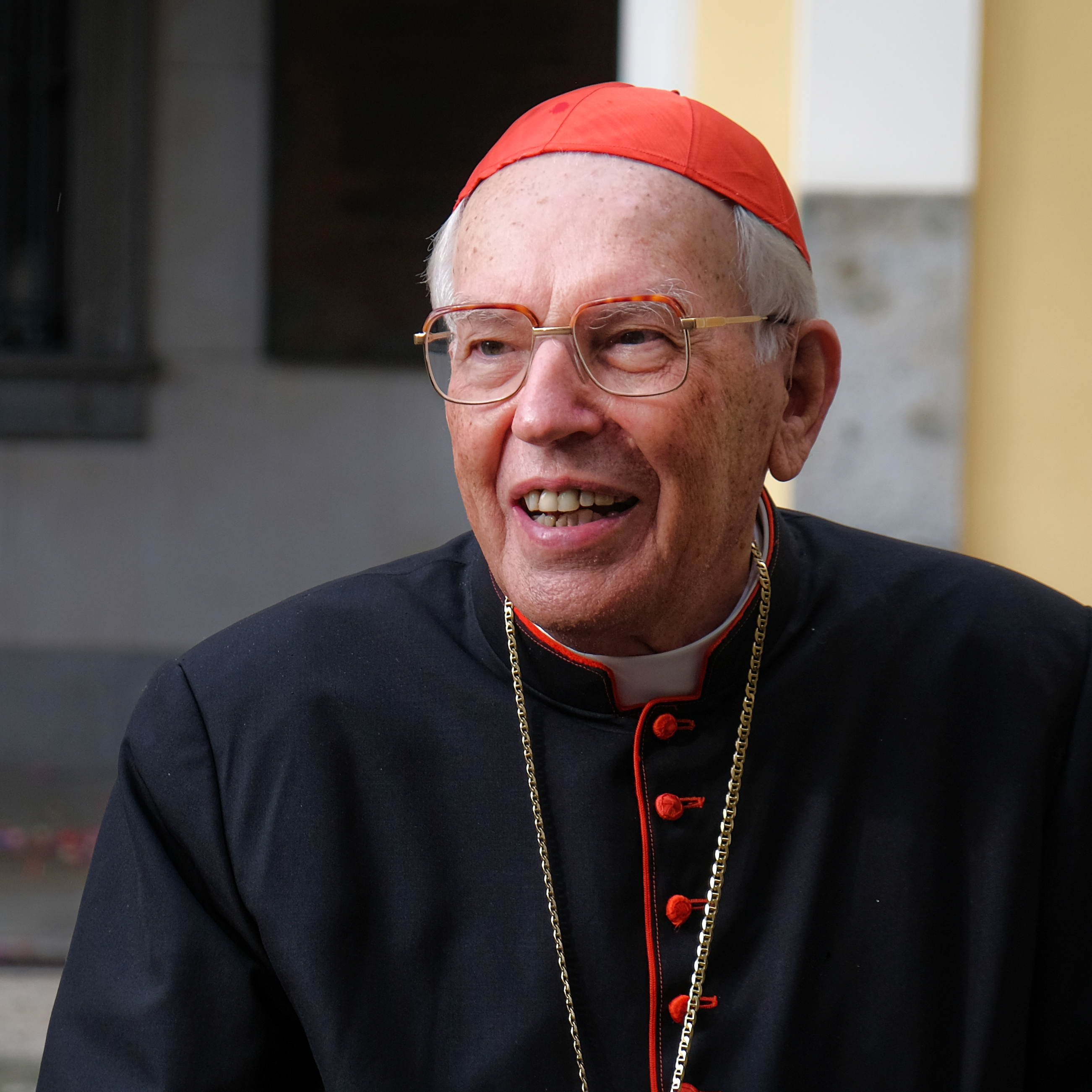
Giovanni Battista Kardinal Re (2021)

Kardinalswappen

Giovanni Battista Kardinal Re (* 30. Januar 1934 in Borno, Provinz Brescia, Italien) ist ein emeritierter Kurienkardinal der römisch-katholischen Kirche. Seit 1963 war er zunächst im diplomatischen Dienst des Vatikans tätig und wurde 1989 Substitut des Staatssekretariats. Von 2000 bis 2010 war er Präfekt der Kongregation für die Bischöfe und ist seit 2020 Kardinaldekan des Kardinalskollegiums. Als ranghöchster wahlberechtigter Kardinal leitete er das Konklave 2013.

## Leben
Giovanni Battista Re wurde in eine Handwerkerfamilie geboren; sein Vater war Schreiner. Er wuchs im Valcamonica auf. 1945 trat er in das Kleine Seminar des Bistums Brescia ein. Am 3. März 1957 empfing er das Sakrament der Priesterweihe. Er absolvierte ein Promotionsstudium an der Päpstlichen Universität Gregoriana in Rom, an dessen Ende er einen Doktorgrad im Fach Kanonisches Recht verliehen bekam. Anschließend wirkte er von 1960 bis 1961 als Dozent am Priesterseminar von Brescia. Von 1962 bis 1963 studierte er an der Päpstlichen Diplomatenakademie und trat anschließend in den diplomatischen Dienst des Vatikans ein. Am 1. Juli 1964 verlieh ihm Papst Paul VI. den Ehrentitel Überzähliger Geheimkämmerer Seiner Heiligkeit.
Er arbeitete in Panama und im Iran, ehe er für die Aufgabe eines persönlichen Sekretärs beim Kardinalstaatssekretär nach Rom zurückberufen wurde. 1979 wurde Re Assessor im Staatssekretariat des Heiligen Stuhls; zudem verlieh ihm Papst Johannes Paul II. am 18. Januar desselben Jahres den Titel Ehrenprälat Seiner Heiligkeit.
Am 9. Oktober 1987 ernannte ihn Johannes Paul II. zum Titularerzbischof von Forum Novum und zum Sekretär der Kongregation für die Bischöfe. Die Bischofsweihe spendete ihm Johannes Paul II. am 7. November desselben Jahres im Petersdom; Mitkonsekratoren waren Kurienerzbischof Eduardo Martínez Somalo und Bruno Foresti, Erzbischof „ad personam“ von Brescia. Am 12. Dezember 1989 wurde Re zum Offizial des Staatssekretariats berufen.
Am 16. September 2000 wurde Giovanni Battista Re von Johannes Paul II. zum Präfekten der Kongregation für die Bischöfe und zum Präsidenten der Päpstlichen Kommission für Lateinamerika ernannt und am 21. Februar 2001 als Kardinalpriester mit der Titelkirche Santi XII Apostoli in das Kardinalskollegium aufgenommen. Am folgenden Tag wurde er zum Mitglied der Päpstlichen Kommission für den Staat der Vatikanstadt und am 15. Mai desselben Jahres zum Mitglied der Kongregation für die Glaubenslehre ernannt. Am 1. Oktober 2002 wurde er zum Kardinalbischof von Sabina-Poggio Mirteto erhoben.
Giovanni Battista Re galt bis zur Wahl Benedikts XVI. in der Öffentlichkeit als papabile. Benedikt XVI. bestätigte nach seiner Wahl im Jahr 2005 Re in allen seinen Ämtern. In seine Zeit als Präfekt der Bischofskongregation fällt die Aufhebung der Exkommunikation des Bischofs Richard Williamson und drei weiterer Bischöfe der Priesterbruderschaft St. Pius X. Am 8. Januar 2007 wurde er Mitglied der Kongregation für die Evangelisierung der Völker und am 8. März 2008 der Kongregation für die orientalischen Kirchen, sowie am 6. Mai desselben Jahres des Päpstlichen Rats für die Gesetzestexte. Am 30. Juni 2010 nahm Benedikt XVI. ein von Re aus Altersgründen vorgebrachtes Rücktrittsgesuch an.
Nach dem Rücktritt Benedikts XVI. wurde Kardinal Re am 4. März 2013 als Assistent des Kardinal Camerlengos ausgelost (als Vertreter der Kardinalbischöfe). Damit gehörte er drei Tage der Sonderkongregation an, die untergeordnete Belange während der Sedisvakanz regelte. Als ranghöchster wahlberechtigter Kardinalbischof leitete Giovanni Battista Re das Konklave 2013.

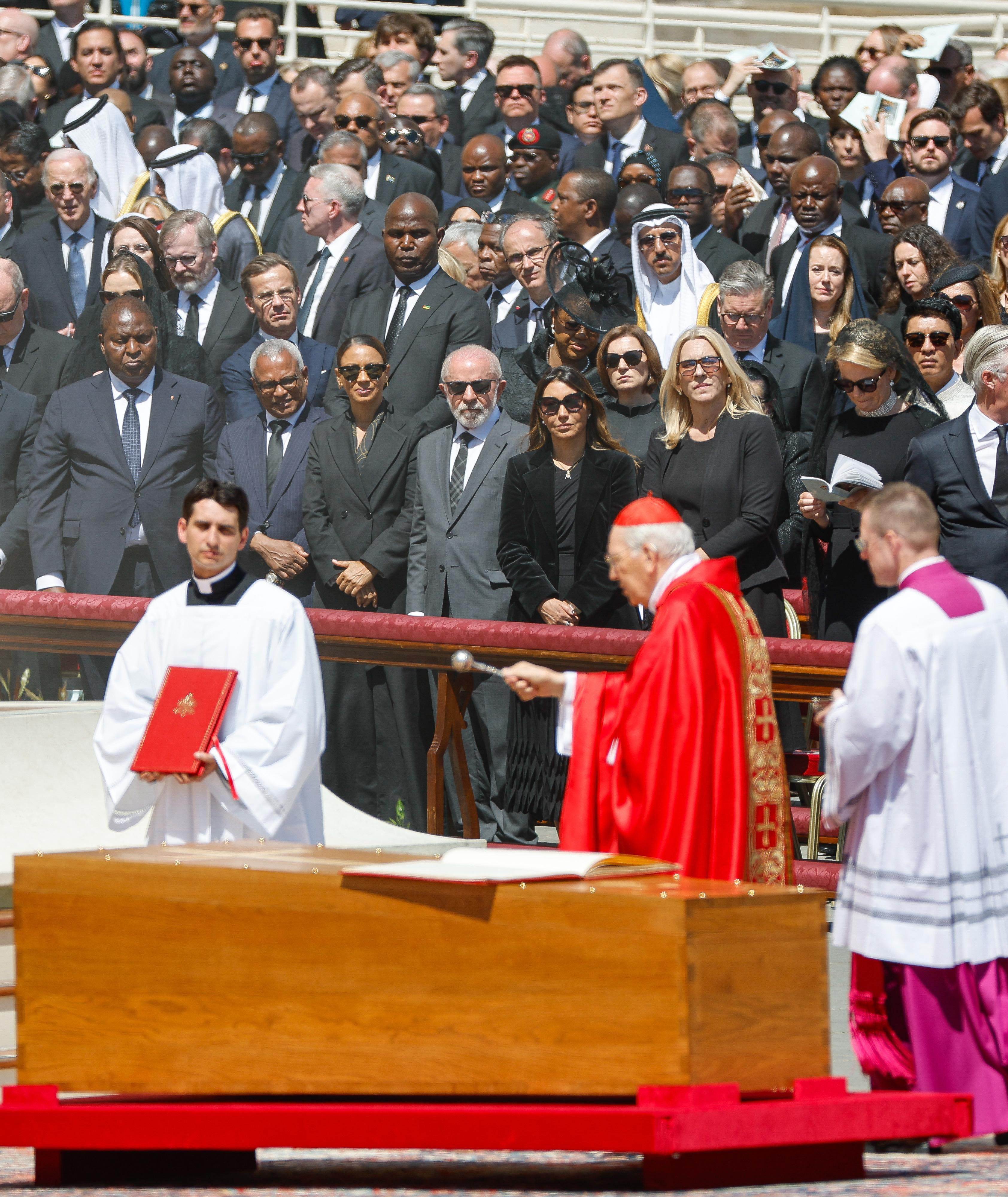
Exequien für Papst Franziskus

Am 10. Juni 2017, nach dem Rücktritt von Kardinal Roger Etchegaray vom Amt des Subdekans des Kardinalskollegiums, wurde Kardinal Re von den sechs Kardinalbischöfen, die Inhaber eines suburbikarischen Bistums sind, zum neuen Kardinalsubdekan berufen. Die Wahl wurde von Papst Franziskus bestätigt. Im Januar 2020 wurde er als Nachfolger Angelo Sodanos zum Kardinaldekan gewählt. Am 18. Januar bestätigte Papst Franziskus die Wahl und verlieh ihm zusätzlich das mit dem Dekansamt verbundene suburbikarische Bistum Ostia, das er am 15. November desselben Jahres kanonisch in Besitz nahm. Als Kardinaldekan zelebrierte er am 5. Januar 2023 unter Vorsitz von Papst Franziskus auf dem Petersplatz das Requiem für den verstorbenen emeritierten Papst Benedikt XVI. und nahm dessen Beisetzung in den Vatikanischen Grotten vor.
Ab 2021 vertrat Kardinal Re Papst Franziskus regelmäßig bei Zeremonien. Zu seinem 90. Geburtstag im Januar 2024 wurde er von Ludwig Ring-Eifel als einer der wichtigsten Ratgeber des Papstes bezeichnet.
Am 6. Februar 2025 teilte der Vatikan mit, dass Papst Franziskus Kardinal Re bereits am 7. Januar 2025 für eine weitere Amtszeit als Kardinaldekan bestätigt hatte.
Am 26. April 2025 zelebrierte er das Requiem zur Begräbnisfeier für Papst Franziskus auf dem Petersplatz und am Vormittag des 7. Mai 2025 im Petersdom die heilige Messe Pro eligendo Papa – zur Wahl des Papstes vor Beginn des Konklaves, bei dem er altersbedingt nicht mehr wahlberechtigt war.

## Auszeichnungen
- 1981: Großoffizier des portugiesischen Christusordens
- 1985: Großoffizier des Verdienstordens der Italienischen Republik
- 1990: Großkreuz des portugiesischen Christusordens
- 1992: Großkreuz des Verdienstordens der Italienischen Republik
- 1995: Ix-Xirka Ġieħ ir-Repubblika
- 1997: Großkreuz des Ordens de Isabel la Católica[19]
- 1999: Großes Goldenes Ehrenzeichen am Bande für Verdienste um die Republik Österreich[20]
- 1999: Komtur mit Stern des Verdienstordens der Republik Ungarn
- 2004: Großoffizier des Sterns von Rumänien
- 2010: Komtur mit Stern des Verdienstordens der Republik Polen
- 2012: Konstantinorden[21]